# Barbus serra
Sawfin (Barbus serra), cũng gọi là Clanwilliam Sawfin, là một loài ray-finned fish trong họ Cyprinidae. Chúng được đặt trong "wastebin genus" Barbus – barbel điển hình và các loài liên quan mặc định. Nhưng thực ra chúng có quan hệ rất xa so với barbel điển hình hơn là redfin Nam Phi trong Pseudobarbus. Loài liên quan gần nhất với nó có lẽ là Cape Whitefish (B. andrewi).
Chúng có kích cỡ dài hơn 40 cm (16 in) và nặng hơn 3 kg (6,6 lb).
Đây là loài đặc hữu tỉnh Western Cape của Nam Phi.

## Cước chú
1. ↑  de Graaf et al. (2007)
2. ↑  Impson & Swartz (2007)